# پشن فیش
پشن فیش (به انگلیسی: Passion Fish) نام فیلم درامی است که در سال ۱۹۹۲ به کارگردانی جان سایلس ساخته شد. این فیلم برای دریافتِ جایزه اسکار بهترین فیلم‌نامه غیراقتباسی نامزد شد. همچنین مری مکدانل موفق شد برای بازی در پشن فیش در رشتهٔ بهترین بازیگر نقش اول زن نامزد دریافتِ جایزه اسکار شود.

## خلاصهٔ داستان
می-آلیس (با بازی مری مکدانل)، بازیگر سریال‌های تلویزیونی، در اثر تصادف فلج می‌شود و مجبور می‌شود به خانهٔ پدری‌اش در لوئیزیانا برگردد. او با پرستارهایی که برای کمک به او استخدام می‌شوند، رفتارِ خوبی ندارد. اما از میانِ پرستارها، با شانتل (با بازی الفری وودار)، که خودش در زندگیِ شخصی‌اش مشکلات زیادی دارد، رابطهٔ دوستانه‌ای برقرار می‌کند.